# Norra Sandby församling
Norra Sandby församling var en församling i Lunds stift och i Hässleholms kommun. Församlingen uppgick 2002 i Stoby-Norra Sandby församling.

## Administrativ historik
Församlingen har medeltida ursprung. Före den 1 januari 1886 (ändring enligt beslut den 17 april 1885) var namnet Sandby församling. En del av socknen, Hyllinge, tillhörde före 1889 Luggude härad i Malmöhus län och överfördes då till samma härad och län som övriga socknen.
Församlingen var till 2002 annexförsamling i pastoratet Stoby och (Norra) Sandby där även mellan den 1 maj 1920 till 1942 Hässleholms församling och från 1962 Ignaberga församling ingick. År 2002 uppgick församlingen i Stoby-Norra Sandby församling.

## Kyrkor
- Norra Sandby kyrka